# Thyrinteina oppositaria
Thyrinteina oppositaria är en fjärilsart som beskrevs av Walker 1860. Thyrinteina oppositaria ingår i släktet Thyrinteina och familjen mätare. Inga underarter finns listade i Catalogue of Life.